# 中国共产党国务院机关党组
中国共产党国务院机关党组（简称中共国务院机关党组），由中国共产党中央委员会批准成立。设在国务院机关。

## 沿革
1954年，第一届全国人民代表大会第一次会议成立了国务院。1954年10月，经中共中央批准，成立中国共产党国务院秘书厅党组。1955年1月，经中共中央批准，又另外成立中国共产党国务院机关党组。
粉碎“四人帮”以后，中央政权系统、统一战线系统和群众团体系统陆续恢复和建立健全党组或党委。中共国务院机关党组也在1980年8月恢复设立。

## 职责
中国共产党国务院机关党组在中国共产党国务院党组领导下工作。

## 组成人员
| 书记 - 习仲勋（1955年1月—1963年6月） - 周荣鑫（1963年6月—1965年2月，代理；1965年2月—1966年5月） 副书记 - 齐燕铭（1955年1月—1963年6月） - 曾一凡（1960年—1965年2月） - 赵守攻（1960年—1965年1月） - 赵鹏飞（1965年2月—1966年5月） - 童小鹏（1965年2月—1966年5月） 成员 （不详） | 书记 - 常黎夫（1954年10月—1959年8月） - 杨放之（1959年8月—1966年5月） 成员 （不详） |

### 中国共产党国务院机关党组
| 书记 - 姬鹏飞（1980年8月—11月，秘书长） - 杜星垣（1980年11月—1983年8月，副秘书长、秘书长） - 田纪云（1983年8月—1985年10月，秘书长） - 陈俊生（1985年10月—1988年7月，秘书长） - 羅幹（1991年1月—1998年3月，秘书长） - 王忠禹（1998年3月—2003年3月，秘书长） - 华建敏（2003年3月—2008年3月，秘书长） - 马凯（2008年3月—2013年3月，秘书长） - 杨晶（2013年3月—2017年10月，秘书长） - 肖捷（2017年10月—2023年3月，副秘书长、秘书长，中央国家机关工委书记兼） - 吴政隆（2023年3月—，秘书长） 副书记 - 杜星垣（1980年8月—11月，副秘书长） - 宋一平（1980年8月—1983年8月，副秘书长） - 艾知生（1984年12月—1985年4月，副秘书长） - 李灏（1984年12月—1985年8月，副秘书长） - 柳随年（1985年8月—1986年1月，副秘书长） - 白美清（1985年12月—1988年7月，副秘书长） - 马忠臣（1987年3月—6月，副秘书长，未到职） - 刘仲藜（1991年1月—1992年9月，副秘书长） - 何椿霖（1991年1月—1998年3月，副秘书长）（1991年明确为部长级） - 金人庆（1995年3月—10月，副秘书长）） - 周正庆（1995年6月—1998年3月，副秘书长） - 张克智（1998年3月—？，副秘书长） - 马凯（2000年—2003年，副秘书长） - 汪洋（2003年—2005年，副秘书长）（正部长级） - 张平（2005年12月—2008年3月，副秘书长）（正部长级） - 焦焕成（2007年9月13日—2015年10月，副秘书长）（正部长级） - 肖捷（2013年—2016年，副秘书长）（正部长级） - 丁学东（2017年2月—，副秘书长）（正部长级） | 成员 - 王伏林（1980年—1983年，副秘书长） - 田纪云（1981年—1983年，副秘书长） - 张文寿（1984年12月—1988年5月，副秘书长） - 王书明（1985年11月—1993年6月，副秘书长） - 李昌安（1987年6月—1993年，副秘书长） - 常捷（1987年—1990年9月，副秘书长） - 徐志坚（？—1996年，副秘书长） - 安成信（？—1993年5月，副秘书长） - 席德华（1991年1月—1995年5月，副秘书长） - 张克智（1993年6月—1998年3月，副秘书长） - 刘奇葆（1994年—2000年，副秘书长） - 张左己（1994年11月—1998年3月，副秘书长） - 石秀诗（1996年8月—2000年12月，副秘书长） - 崔占福（1996年8月—2002年12月，副秘书长） - 徐荣凯（1998年3月—2001年5月，副秘书长） - 马凯（1998年—2000年，副秘书长） - 徐绍史（2000年12月—2007年4月，副秘书长） - 尤权（2000年—2006年，副秘书长） - 高强（2001年—2003年，副秘书长） - 焦焕成（2003年2月—2007年9月，副秘书长） - 陈进玉（2003年5月—2008年4月，副秘书长） - 张勇（2003年12月—2010年2月，副秘书长） - 李适时（2003年12月—2008年2月，副秘书长） - 项兆伦（2006年12月—2013年4月，副秘书长） - 楼继伟（2007年3月—10月，副秘书长） - 汪永清（2008年1月—2012年6月，副秘书长；2013年4月—，副秘书长） - 王勇（2008年3月—9月，副秘书长） - 丘小雄（2008年3月—2011年5月，副秘书长） - 毕井泉（2008年3月—2015年1月，副秘书长） - 王学军（2008年7月—2013年3月，副秘书长）（2010年9月明确为正部级） - 肖亚庆（2009年2月—2016年2月，副秘书长） - 阎京华（2008年12月—2015年6月，至2015年3月为机关党组纪检组组长） - 江小涓（2011年6月—2018年6月，副秘书长） - 丁向阳（2013年3月—2021年4月，副秘书长） - 舒晓琴（2013年4月—2020年4月，副秘书长） - 王仲伟（2013年4月—2015年9月，副秘书长） - 辛维光（2015年3月—2020年3月，中央纪委驻国务院办公厅纪检组组长） - 江泽林（2015年4月—2018年1月，副秘书长） - 孟扬（2015年5月—，副秘书长） - 彭树杰（2015年12月—，副秘书长） - 李宝荣（2017年3月—2022年6月，副秘书长） - 高雨（2017年7月—2021年11月，国办督查室主任，2019年10月起任副秘书长） - 陆俊华（2018年6月—2021年8月，副秘书长） - 刘实（2020年3月—，中央纪委国家监委驻国务院办公厅纪检监察组组长） - 李文章（2020年4月—，副秘书长） - 刘建波（2021年5月—，副秘书长） - 郭玮（2021年7月—，副秘书长） - 王志清（2021年11月—，副秘书长） |